# Animaniacs
Animaniacs is een Amerikaanse animatieserie, uitgezonden tussen 1993 en 1999 op de zender The WB. In Nederland is de serie in originele Engelstalige versie te zien geweest op RTL 4 en vervolgens op Cartoon Network, en later in nagesynchroniseerde versie op Nickelodeon en Nick Toons. Animaniacs wordt sinds 2013 op de kinderzender Boomerang uitgezonden.
De serie is een creatie van filmproducent Steven Spielberg, in samenwerking met Warner Bros. Animation. Een belangrijke factor tot het maken van de serie, was het succes van de film Who Framed Roger Rabbit. De serie is een mix van musical en komedie. Elke aflevering duurt ongeveer twintig minuten en bestaat meestal uit twee langere verhalen aangevuld met wat korte segmenten.

## Personages
In de serie komen regelmatig een vast aantal personages terug.

### De Animaniacs
Animaniacs is de naamgever van de serie, en de primaire sketch uit elke aflevering. Dit segment draait om het gestoorde Mickey Mouse-achtige trio, de Warner broertjes Yakko en Wakko en hun zusje Dot. Het drietal is in de jaren dertig van de twintigste eeuw gecreëerd door de tekenfilmafdeling van de Warner Bros. Studios. De films van de Warners sloegen echter totaal nergens op, en de drie zelf bleken onhandelbaar gestoord. De films werden weggestopt ver achter in een kluis, met de bedoeling ze daar voor eeuwig en altijd te laten liggen. Het Warner-trio zelf werd opgesloten in de Warner Bros. Water Tower, eveneens met de bedoeling om ze daar voor eeuwig en altijd te laten. Begin jaren negentig ontsnapten ze echter en zetten ze opnieuw de studio op z'n kop. Nadat de Warners zijn uitgebroken proberen de werknemers van de Warner Bros. studio met man en macht om het trio in toom te houden.
- Yakko, hij is de oudste van de drie en heeft een obsessie voor meisjes.
- Wakko, hij is jonger dan Yakko en is een beetje gek. Zijn tong hangt vaak uit zijn mond en hij is gek op boeren.
- Dot is het jongste zusje en staat bekend om haar uitspreekbare schattigheid.

### Nevenpersonages
Bekende nevenpersonages uit de sketches van de Animaniacs zijn:
- Dr. Otto Scratchansniff is de huispsychiater in dienst van de studio. Ooit een belangrijk psychiater voor de sterren, tegenwoordig is het voornamelijk zijn dagtaak om de Warners te proberen te doorgronden, gepaard met pogingen tot bijles en etiquette. Ook speelt hij regelmatig een soort van vaderrol voor de Warners, en heeft hij (ondanks hun streken) meestal het beste met ze voor.
- Ralph is de bewaker en portier van de studio. Meestal zit hij bij de studio-ingang om de auto's binnen te laten, maar hij wordt ook regelmatig op pad gestuurd om het Warner-trio gevangen te nemen als ze geintjes en rotzooi aan het trappen zijn. Ondanks zijn overgewicht en niet al te scherpe verstand, lukt het hem toch regelmatig om ze te pakken te krijgen, ook al duurt het niet lang voordat ze weer losbreken.
- De Zuster is een aantrekkelijke blonde verpleegster in dienst van de studio. Doorgaans verantwoordelijk voor Eerste Hulp in en rond de studio, wordt ook zij regelmatig achter de Warners aangestuurd. Ze speelt zo nu en dan als een soort van kinderjuf voor ze, maar is voor de Warner-broertjes voornamelijk een lustobject; haar verschijning gaat vrijwel iedere keer gepaard met hun bekende roep: "Halloooooooo Zuster!"
- Thaddeus Plotz is de directeur van de Warner Bros. studio, en de man die destijds de opdracht had gegeven om de Warners op te sluiten. Hij is zakelijk en slinks, en probeert (zoals het een zakenman betaamt) op elke manier geld voor de studio te verdienen. Dat is echter wel nodig ook, gezien de schade die de Warners regelmatig aan de studio toebrengen.

Ook hebben de Warners verscheidene sketches waar ze bekende mensen, personages, evenementen uit de geschiedenis, en vooral films op de hak nemen, met onder andere karikaturen van Albert Einstein, Ludwig van Beethoven, Abraham Lincoln, de veertiende dalai lama, Saddam Hoessein en zelfs Satan en Magere Hein. Ook maken ze regelmatig gastrolverschijningen in de andere sketches in de serie.

### Pinky and the Brain
Een reeks filmpjes over het leven van twee laboratoriummuizen, de onnozele Pinky en de gemene en geniale Brain. Samen proberen zij keer op keer de wereld te veroveren, natuurlijk ook keer op keer zonder resultaat; zij het simpelweg door domme pech, door de onnozelheid van Pinky, maar ook regelmatig door het ongeduld en de misvattingen van Brain zelf. De filmpjes van het duo werden na een tijdje immens populair, waardoor er voor hen een eigen gelijknamige spin-offserie volgde – mede om ook de focus meer bij de andere karakters te kunnen blijven houden, daar het duo (op de Warners na) de meeste filmpjes op hun naam begonnen te krijgen.

### Slappy Squirrel
Slappy Squirrel is een knorrige, gepensioneerde tekenfilm-eekhoorn, die haar neefje Skippy verzorgt en hem regelmatig de meest geslepen cartoontechnieken uit haar tijd bijleert. In haar cartoons was ze schurken (Walter Wolf, Sid the Squid en Beanie the Braindead Bison) die haar achterna zaten altijd te slim af, met de meest knotsgekke trucs. Hoewel ze al aardig op leeftijd is en ook de typische ouderdomskwaaltjes (spit, reuma, artritis, etc.) haar niet gespaard zijn gebleven, laat ze dit niet in haar weg staan om haar neefje de fijnere kneepjes van het cartoonvak bij te brengen, op de manier zoals ze dat deden in de gloriedagen van de tekenfilm. Daar ze uit een tijd komt dat tekenfilms nogal wat gewelddadiger en minder politiek correct waren dan wat tegenwoordig op de buis toegestaan is, laat ze zich ook zo nu en dan uit over hoe ver de wereld van animatie sindsdien achteruit is gegaan. Hierdoor kan ze er ook echt niet tegen als mensen haar "over datum" noemen, en valt ook niet bepaald te spreken over "hedendaagse onzin".
Haar neefje Skippy staat aan de andere kant van Slappy's generatiekloof. Hij is een opgewekte jonge eekhoorn wiens leeftijd moeilijk te peilen valt; in sommige afleveringen heeft hij de pienterheid van een tiener, echter gedraagt hij zich ook regelmatig als een kleuter tegenover zijn tantes minder smakelijke eetgewoontes (pruimen, karnemelk, o.a.), en barst hij in huilen uit bij het aanzien van droevige scènes in films, zoals Bambi en Old Yeller. Toch blijft Slappy altijd zijn rolmodel.

### Mindy en Buttons
Mindy en Buttons zijn een klein, nieuwsgierig blond kleutermeisje en haar trouwe Duitse herder. Mindy ontsnapt constant uit de achtertuin om iets achterna te zitten (een vlinder, jong katje, ballon of iets dergelijks), en raakt daarbij meestal in levensgevaarlijke situaties. Buttons rent constant achter de kleine aan om haar uit de problemen te houden, wat hem ook altijd lukt - al komt hij er zelf meestal minder goed van af. Triest genoeg ontvangt Buttons ook zelden erkenning voor zijn heldendaden; Mindy's moeder is zich nooit bewust van haar dochters escapades, maar merkt het wel als Buttons bijvoorbeeld tijdens zijn reis vuil is geworden of per ongeluk tegen het schone wasgoed aan is gevallen, waarna met een disciplinair gebaar tegen Buttons het filmpje eindigt. Mindy is zoals elke nieuwsgierige kleuter erg vraagzaam, en vraagt regelmatig aan een willekeurige omstander wat hij of zij aan het doen is, waarna ze meermaals met "Waarom?" door blijft vragen; vaak tot ergernis toe, waarna ze ten slotte het gesprek afsluit met een vrolijk "Oké, ik hou van je, dag dag!".

### Rita en Runt
Rita en Runt zijn een dakloze, reizende kat en hond die samen een huis zoeken. Rita is een typische kat; snugger, wereldwijs en een tikje sarcastisch. Runt is een beetje domme, maar goedhartige hond met een spraakstijl die erg doet denken aan Rain Man. Hij schijnt een hekel te hebben aan katten, maar realiseert zich niet dat zijn reisgenoot er ook een is; Rita doet zich niet actief voor als een hond, maar onderdrukt wel zo nu en dan haar meer kattige eigenschappen om Runt niets te laten vermoeden. Samen reizen ze de wereld af, constant zoekende naar een huis waar ze beiden welkom zijn, maar er doet zich altijd weer een probleem voor waardoor ze weer moeten vluchten; meestal omdat maar een van de twee gewenst is, en nog om de verkeerde redenen ook (offer aan de goden, heksenjacht, dierproeven, o.a.). Halverwege de serie waren de Rita en Runt-filmpjes definitief geschrapt mede door het gebrek aan inspiratie, en de dure Bernadette Peters die, ondanks het gebrek aan filmpjes, alsnog voor elke aflevering in loondienst bleef.

### Goodfeathers
Goodfeathers is een Goodfellas parodie met Squit, Bobby en Pesto, een drietal maffioze duiven, in een parodie op de rollen van Ray Liotta, Robert De Niro en Joe Pesci in eerdergenoemde film. In de Nederlandse nasynchronisatie spreken Squit en Bobby met een typisch Amsterdams accent.
- Squit is een grijze duif die doorgaans de sketches begint met zijn persoonlijke herinneringen. Hij is de nieuweling en ook het meest zachtaardige van het drietal, maar hij is erg fanatiek om te bewijzen dat hij erbij hoort.
- Bobby is een groene duif die meestal de leiding over de drie in handen neemt. Hij houdt meestal zijn hoofd koel en zijn verstand bij zaken, al barst hij wel regelmatig in lachen uit als Pesto bezig is om Squit een pak rammel te geven. Toch is hij degene die ze uit elkaar houdt als er belangrijkere dingen zijn om zorgen over te maken.
- Pesto is een paarsblauwe duif met een licht ontvlambaar temperament, en twee verschillend gekleurde ogen. Hij raakt regelmatig in ruzies betrokken met Squit, die een goedbedoelde opmerking probeert te maken die door Pesto totaal verkeerd opgevat wordt. Maar hij heeft diep respect voor Bobby, die ook de enige is die simpelweg met een boze blik Pesto direct koest kan houden.
- The Godpigeon Solly is de oude "Peetdoffer" van het trio, en komt regelmatig kijken hoe de zaken gaan met zijn "familie", en geeft hun ook vaak advies, in onverstaanbaar Siciliaans. Bobby schijnt de enige te zijn die hem foutloos begrijpt, waarna hij meestal zijn woorden vertaalt voor de andere twee (en eveneens de kijkers). Op momenten dat Bobby er niet bij is wordt hij ondertiteld.

### Overig
Andere korte segmenten bestonden onder andere uit:
- Mimetime (Mimetijd) - een mimespeler die diverse pijnlijke scenario's uitbeeldt
- Good Idea, Bad Idea (Goed idee, Slecht idee) - met Mr. Skullhead die diverse goede, en daarop lijkende, maar minder goede ideeën laat zien
- The Wheel of Morality (Het Rad van Moraal) - een soort rad-van-fortuin die voor de Warners een willekeurige, nietszeggende moraal aan het eind van een aflevering uitprint (of soms ook iets totaal anders), een parodie op andere tekenfilms die ook vaak aan het einde een moraal aan het verhaal proberen te geven.
- Dot's Poetry Corner (Dot's Poëzie Hoek) - Dot leest een (meestal apart) gedicht voor

## Cast

### Amerikaans
De originele Amerikaanse cast bestond uit:
- Yakko: Rob Paulsen
- Dot: Tress MacNeille
- Wakko: Jess Harnell
- Dr. Otto Scratchnsniff: Rob Paulsen
- Directeur Plotz: Frank Welker
- Bewaker Ralph: Frank Welker
- Zuster: Tress MacNeille
- The Brain: Maurice LaMarche
- Pinky: Rob Paulsen
- Satan: Ron Perlman
- Slappy Squirrel: Sherri Stoner
- Skippy Squirrel: Nathan Ruegger
- Buttons: Frank Welker
- Mindy: Nancy Cartwright
- Rita: Bernadette Peters
- Runt: Frank Welker

### Nederlands
Nederlandse cast bestaat uit:
- Yakko: Rolf Koster
- Wakko: Florus van Rooijen
- Dot: Monique van der Ster
- Dr. Otto Scratchnsniff: Paul Passchier
- Buttons: Reinder van der Naalt
- Mindy: Niki Romijn
- Rita: Niki Romijn
- Pinky: Reinder van der Naalt
- The Brain: Marcel Jonker
- Flavio: Ewout Eggink
- Pesto: Ewout Eggink
- Slappy Squirrel: Meghna Kunmar
- Colin: Jimmy Lange

Overige stemmen: Sander de Heer, Beatrijs Sluijter.
De Nederlandse stemmenregie ligt in handen van Edward Reekers. Creative Sounds was verantwoordelijk voor de Nederlandse nasynchronisatie.

## Productie
Het idee voor de verschillende personages en segmenten komt van verschillende bronnen, waaronder beroemdheden, reeds bestaande cartoonseries zoals de Looney Tunes, en van de schrijvers onderling. Tom Ruegger bedacht de algemene opzet van de serie, alsmede de personages uit Animaniacs en Pinky and the Brain. Aanvankelijk zouden de drie Animaniacs antropomorfe eenden worden, maar de producers waren hier tegen omdat zowel Disney als Looney Tunes al eenden tussen hun personages hadden, en Animaniacs juist originelere personages moest hebben. Ruegger baseerde de persoonlijkheden van de drie Animaniacs op zijn eigen kinderen.
Stephen Spielberg was de uitvoerend producent van de serie. Onder de scenarioschrijvers bevonden zich onder andere Sherri Stoner, Paul Rugg, Deanna Oliver, John McCann, Nicholas Hollander, Peter Hastings, Charlie Howell, Gordon Bressack, Jeff Kwitny, Earl Kress, Tom Minton en Randy Rogel. De stemacteurs van de serie waren grotendeels dezelfde als in de vorige animatieserie van Warner Bros; Tiny Toon Adventures. Het tekenwerk van de serie werd door verschillende studio’s verzorgd; zowel Amerikaanse als internationale. Onder andere TMS Entertainment, StarToons, Wang Film Productions, Freelance Animators New Zealand, en AKOM hebben meegewerkt aan de serie.
Een belangrijk element in de serie is muziek. Elke aflevering bevat ten minste één gezongen nummer. Voor het opnemen van de muziek werd een vijfendertig leden tellend orkest ingeschakeld. Meerdere componisten werkten mee aan de serie, onder leiding van Richard Stone.

## Humor
De humor in de serie is een mix van cartoon-humor zoals slapstick, en parodieën op echt bestaande personen en situaties. Veel van de personages hebben catchphrases. Ook running gags vormen een vast onderdeel van de humor in de serie, waaronder het feit dat personages geregeld cameo's hebben in elkaars segmenten en hierbij elkaar er soms op wijzen dat ze in het verkeerde filmpje zitten.
De humor in de serie is voor een groot deel gericht op oudere kijkers.

## Prijzen
De serie is door de loop van de jaren negentig bekroond met vele prijzen, waaronder een Daytime Emmy voor 'Outstanding Achievement Music Direction and Composition' (drie keer), 'Outstanding Music Direction and Composition' (een keer), 'Outstanding Achievement in Animation' (een keer) en 'Outstanding Original Song' (een keer, voor de titelsong). Ook won de serie een Peabody en Young Artist Award. Tot slot waren er ook nog vele nominaties, waaronder voor 'Favorite Cartoon' en 'Outstanding Animated Children's Program'.

## Film
Vanwege het immense succes van de serie, kwam er in 1999 een film: Wakko's Wish. Hoewel deze bij het testpubliek goede tot erg goede reacties kreeg, besloot Warner Bros toch om de film niet in de bioscoop uit te brengen, maar gewoon gelijk op video uit te brengen. Er blijft tot op heden onduidelijkheid bestaan over waarom de bioscooprelease niet doorging. De film is ook in het Nederlands nagesynchroniseerd en is al een aantal keer op Nickelodeon uitgezonden.

## In Nederland
In Nederland werd de serie eerst uitgezonden op RTL 4 (1997-1998), onder andere als deel van het Telekids-blok. Vervolgens was het Cartoon Network (1999), die net als RTL 4 de originele Engelstalige versie uitzond met Nederlandse ondertiteling.
Uiteindelijk pikte jeugdzender Nickelodeon de serie op in 2007 en maakt er een Nederlandse nasynchronisatie voor. Deze werd daar uitgezonden tot begin 2010. Daarna zond NickToons de serie nog een tijdje uit, maar ook daar is nu een einde aan gekomen. Momenteel zend Boomerang de tekenfilm uit, geheel opnieuw ingesproken, maar met dezelfde stemacteurs.

## Op dvd
In Amerika zijn inmiddels negenennegentig afleveringen van Animaniacs op dvd verschenen, verspreid over vier compacte (5-dvd)boxen vol met extra's. Deze zijn uitgebracht door Warner Bros Home Entertainment. In Nederland zijn geen dvd's verschenen. Er zijn echter wel vijf VHS videobanden van uit, die per videoband ongeveer vijfenveertig minuten duren.